# Laugier d'Agoult
Laugier d'Agoult est un évêque d'Apt de la première moitié du XIIe siècle, issu de la famille d'Agoult.
Il est considéré comme l'un des plus grands évêques d'Apt. Au cours de son épiscopat, il fait d'importantes donations aux abbayes de Cluny et de Saint-Victor de Marseille. Bienfaiteur insigne de son diocèse, auquel il attribue une grande partie de ses biens, il dote aussi la mense de son Chapitre cathédral.

## Biographie

### Origines

Blason des Agoult

Laugier, selon la forme méridionale ou parfois traduit Léger (Laugerius, Leodegarius dans la documentation médiévale), est le fils de Rostaing/Rostang Ier d'Agoult, fils de Guilhem [I] d'Agoult, et de Gisla/Gisle/Gisèle [de Nice-Orange], fille de Raimbaud de Nice,,.
La famille d'Agoult possède une partie de la cité d'Apt et sa région, ainsi que l'épiscopat. Laugier est en effet le neveu d'Alfant, évêque d'Apt depuis 1048,,.

### Épiscopat
L'année où débute son épiscopat n'est pas connue. La Gallia christiana novissima (GCN) indique l'année 1103, année durant laquelle il aurait fait une donnation à l'abbaye de Cluny. Toutefois, l'auteur précise que cet acte est absent du recueil clunisien.
Le médiéviste Florian Mazel (2000) relève « que le début et la fin de l'épiscopat de Laugier ne peuvent être déterminés avec exactitude compte tenu des lacunes des sources dont nous disposons. »
Il est aux côtés du comte Bertrand de Toulouse, en lutte avec le pape Pascal II, lors de l'attaque de l'abbaye de Saint-Gilles, en 1108. Son engagement lui vaut des lettres de reproches.

### Participation à la croisade
Raymond d'Aguilers, dans sa chronique dédiée à la première croisade, cite, sans donner de nom un évêque d'Apt aux côtés de Raymond de Saint-Gilles, comte de Toulouse et d'Adhémar de Monteil, évêque du Puy et légat pontifical.
Les commentateurs du Cartulaire de l'Église d’Apt — Noël Didier, Henri Dubled, Jean Barruol (1967) — soulignent que l'hypothèse selon laquelle il s'agirait de Laugier semble vraisemblable. Les auteurs de la GCN n'évoquent pas cette hypothèse, mais considère que c'est son prédécesseur, Isoard, qui aurait pu être croisé.
Le  Voile de Sainte-Anne pourrait ainsi avoir été rapporté par Laugier en tant que trophée pris sur les mahométans.

### Organisateur de la protection militaire d'Apt
En 1113, Laugier, par un acte solennel rédigé en présence de tout son clergé et des nobles du pays d'Apt, confirma l'appartenance des châteaux de Saignon à son Église. Dénommés la Roche, Méjanne ou Tartamolle et Grugières, ces châteaux installés au sommet du fameux Rocher, commandaient et contrôlaient la cité julienne.

### Évêque, premier seigneur féodal

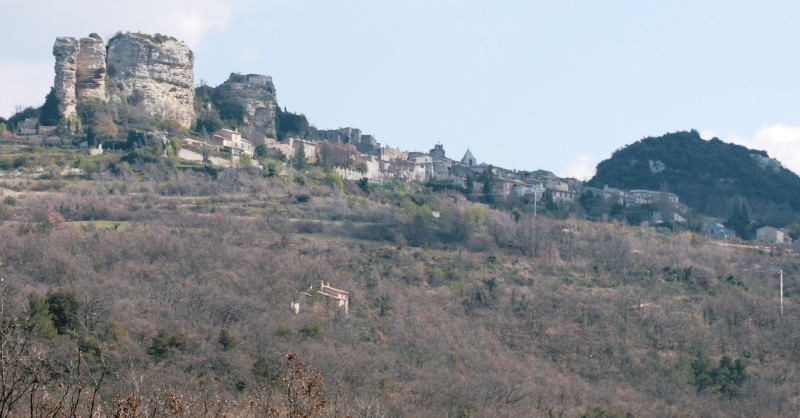
Le rocher de Saignon où furent construits les châteaux de la Roche, Tartamolle et Grugières

Vers 1120, les trois châteaux de Saignon furent inféodés par Laugier après hommage à sa parentèle de la famille d'Agoult-Simiane. Au cours de l'automne de cette même année, l'évêque remit en fief son château de Clermont, au-dessus d'Apt, à ses neveux Guirand, Bertrand et Rostaing qui lui jurèrent fidélité. Deux ans plus tard, en échange de leur hommage, Laugier céda à ses trois neveux la moitié du château de Gordes, dans le diocèse de Cavaillon, ainsi que la Grande Tour d'Apt en y ajoutant une partie de la cité contre 500 sous melgoriens.

### La restructuration des églises du diocèse
Entre 1117 et 1122, l'évêque Laugier et Rodolphe, abbé de Saint-Victor, s'échangèrent un certain nombre d'églises à Céreste, à Gargas et à Bonnieux avec leurs terres (cultes ou incultes), leurs vignes, leurs vergers et leurs eaux. Ils se réservaient seulement les droits et les cens de celles-ci.

### La création des canonicats ruraux
Vers 1122-1125, Laugier donne à Notre-Dame d'Apt et à son chapitre cathédral les églises rurales de son diocèse : Croagnes, Saint-Saturnin-lès-Apt, Caseneuve, Gignac, Simiane, Montsalier, Banon et Villars. En contrepartie, un ou deux chanoines devaient résider sur place et aider le curé de la paroisse dans son ministère. L'évêque se réservait le quart des dîmes, le droit de synode, les droits d'hospice et la justice.

### Mort et succession
La date de fin de son épiscopat pourrait se placer après 1122/1125.
Vers la fin de sa vie, en tant que chef du lignage, il fait de ses neveux, fils de Raimbaud I, ses héritiers.

## Œuvre
Laugier d'Agoult est à l'origine du recueil des actes du Cartulaire, dont l'original est conservé jusqu'en 1773 sous le titre Custodite sicut scitis.